# Mycetina apicalis
Mycetina apicalis là một loài bọ cánh cứng trong họ Endomychidae. Loài này được Motschulsky miêu tả khoa học năm 1835.